# پردوله
پردوله (به لاتین: Predole) یک منطقهٔ مسکونی در اسلوونی است که در Municipality of Grosuplje واقع شده‌است. پردوله ۳٫۱۵ کیلومتر مربع مساحت و ۸۸ نفر جمعیت دارد و ۳۹۰٫۸ متر بالاتر از سطح دریا واقع شده‌است.